# Maria Magdalena (pel·lícula)
Maria Magdalena és una pel·lícula dramàtico-històrica del 2018 de Garth Davis.

## Argument
L'any 33 dC, quan Judea estava sota el control de l'Imperi Romà, una dona anomenada Maria d'un petit vilatge, Magdala, comença a seguir Jesús de Natzaret i la primera comunitat de cristians. Això causa un conflicte amb els altres deixebles, la majoria homes, entre els quals destaca Sant Pere. Maria segueix Jesús durant el seu camí fins a la Crucifixió. Dies després, és testimoni de la seva Resurrecció. Al final, Pere l'accepta com a fidel seguidora de Jesús i acaba aprovant la seva versió sobre la resurrecció del Messies, animant els altres apòstols a acceptar el seu missatge.
En els crèdits del final de la cinta se subratlla la importància de Maria Magdalena, fins al punt de fundar a Galilea una comunitat cristiana amb altres dones seguidores que podria considerar-se un embrió de la futura església cristiana. És acceptada també com una de les seguidores de Jesús que estava entre els dotze apòstols vivint en comunitat juntament amb ells i altres dones. Igualment s’esmenta la proclamació a l’any 2016 del papa Francesc com a Apostolorum apostola (apòstol dels apòstols). També s’esmenta que l'església primitiva va identificar a la Magdalena erròniament com una prostituta, una creença totalment no fonamentada.

## Repartiment
- Rooney Mara: Maria de Magdala
- Joaquin Phoenix: Jesús de Natzareth
- Chiwetel Ejiofor: Pere
- Tahar Rahim: Judes Iscariot
- Denis Ménochet: Daniel, germà de Maria
- Sarah-Sofie Boussnina: Marta, amiga de Maria
- Hadas Yaron: Sara
- Lubna Azabal: Susanna
- Lior Raz: líder de la comunitat de Magdala
- Ryan Corr: Josep
- Tchéky Karyo: Elisha, pare de Maria
- Uri Gavriel: Felip
- Irit Sheleg: Maria, mare de Jesús
- David Schofield: Tomàs
- Charles Babalola: Andreu
- Tawfeek Barhom: Jaume
- Zohar Strauss: Joan
- Michael Moshonov: Mateu
- Ariane Labed: Raquel
- Theo Theodoridis: Llàtzer

## Producció
La pel·lícula es va rodar a Roma i en diversos llocs del sud d'Itàlia, incloent Matera a Basilicata, Gravina in Puglia a Apulia, Trapani a Sicília i Nàpols a Campània.